# Acanthocyclops americanus
Acanthocyclops americanus – gatunek widłonoga z rodziny Cyclopidae. Opisał go w 1893 roku amerykański zoolog Charles Dwight Marsh, nadając mu nazwę Cyclops americanus.